# Annika Holmberg
Annika Holmberg, född 1959,  är en svensk kommunarkivarie i Sollentuna samt föreläsare och skribent, känd för sitt omfattande engagemang inom svensk lokalhistoria.
Holmberg är 2009 års mottagare av Yngve Larssons pris för stads- och kommunhistoriska insatser.